# Rosa do Lulo
Rosa do Lulo é um diamante rosa [en] descoberto em 2022 na Mina de diamantes Luó, na cidade de Lucapa da província de Lunda Norte em Angola.
Pesando 170 quilates, é o maior diamante rosa dos últimos 300 anos.